# Gliese 667
Gliese 667 (conosciuto anche come HR 6426 e MLO 4) è un sistema stellare multiplo situato nella costellazione dello Scorpione, situato ad una distanza di circa 23 anni luce dal Sistema solare. Il sistema stellare è composto da due stelle di sequenza principale, separate l'una dall'altra da una distanza variabile da 5 a 20 UA con un periodo orbitale di 42 anni, e da una piccola e fredda nana rossa che orbita a grande distanza dalla coppia centrale (da 56 a 215 UA). C'è anche una quarta componente, ma non sembra essere legata gravitazionalmente alle prime tre.
La magnitudine apparente del sistema è 5,89, il che lo rende a stento visibile ad occhio nudo dalla Terra.

## Gliese 667 A
La componente principale del sistema è una stella della sequenza principale, di colore arancione e classe spettrale K3-V. Con massa e diametro pari rispettivamente al 75% e al 77% rispetto al Sole, possiede il 13% della sua luminosità e presenta una metallicità (abbondanza di elementi più pesanti dell'elio) piuttosto scarsa.
La distanza da Gliese 667 A alla quale un pianeta dovrebbe trovarsi per presentare condizioni climatiche favorevoli allo sviluppo di forme di vita è 0,36 UA (54 milioni di chilometri).

## Gliese 667 B
L'altra componente del sistema binario centrale è anch'essa una stella della sequenza principale di colore arancione, ma un po' meno calda (classe spettrale K5-V). Essa possiede il 65% della massa del Sole, meno di metà del suo diametro e solo il 5% della sua luminosità.

## Gliese 667 C
Questa piccola e debole nana rossa di classe spettrale M2-V ha il 38% della massa del Sole, un quinto del suo diametro e appena lo 0,3% della sua luminosità. Avendo attorno a sé un pianeta potenzialmente abitabile uno studio ha calcolato l'età di questa stella, poiché si ritiene che le forme di vita complesse si sviluppino più probabilmente in pianeti attorno a stelle con un'età paragonabile a quelle del Sole o più vecchie. L'età calcolata di Gliese 667 C è risultata essere di 6,10±2,22 miliardi di anni.

### Sistema planetario

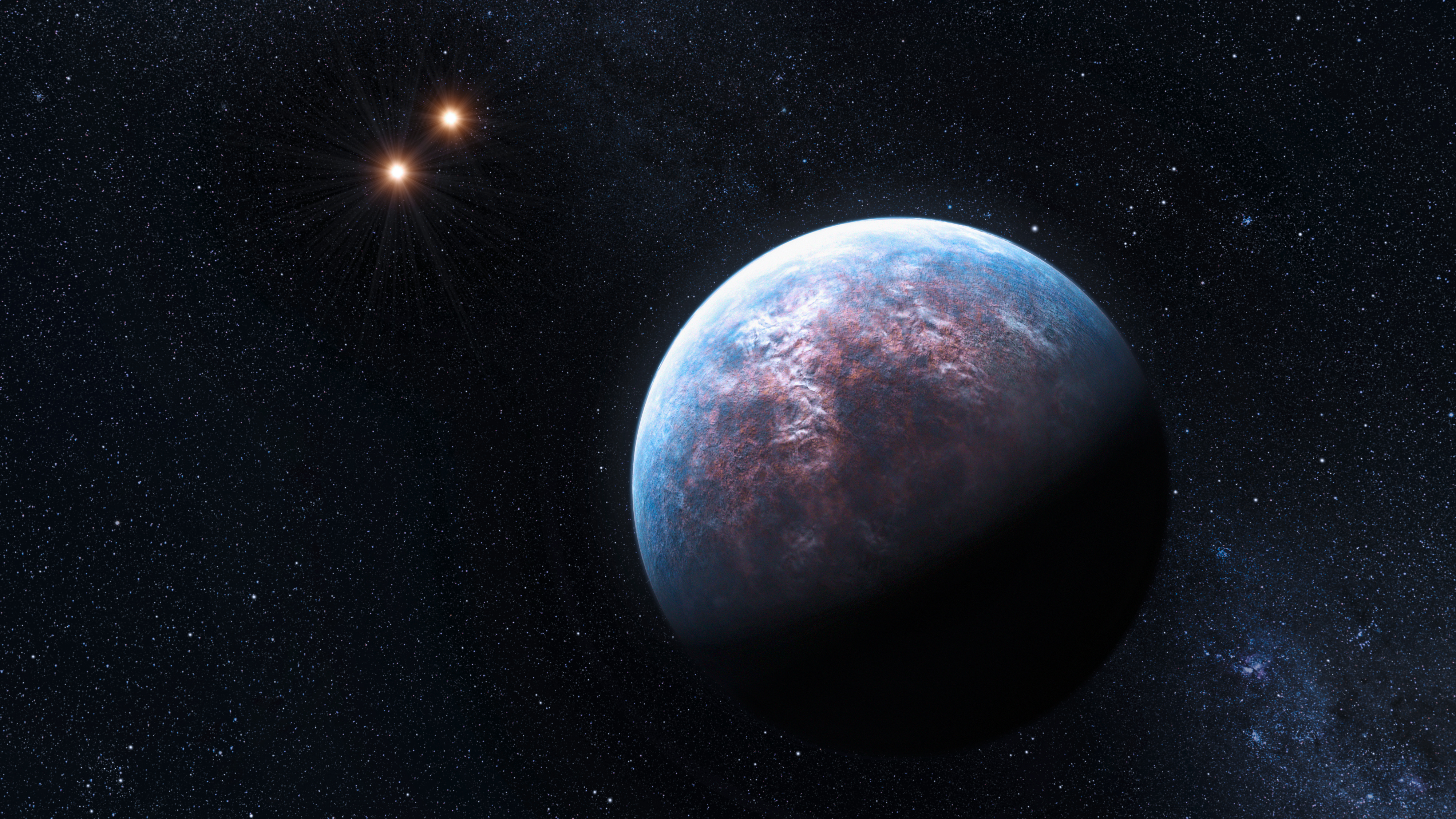
Rappresentazione artistica di Gliese 667 Cc, con il sistema di Gliese 667 A/B sullo sfondo.

Al 2021 è incerto il numero di pianeti effettivamente presenti nel sistema, alcuni non hanno trovato conferma in studi successivi all'annuncio, l'enciclopedia dei pianeti extrasolari elenca comunque cinque pianeti attorno a Gliese 667 C. 
Gliese 667 Cb è stato scoperto nel 2009 e Gliese 667 Cc fu prima menzionato nel 2011, mentre nel febbraio del 2012 studi effettuati dall'Università Georg-August di Gottinga hanno portato all'annuncio della scoperta ufficiale del pianeta che sembra essere un candidato serio per essere tra quelli in grado di avere acqua liquida in superficie. Il Planet Habitability Laboratory calcola che, con un'atmosfera simile a quella terrestre, il pianeta avrebbe una temperatura media di circa 27 °C, solo una decina di gradi più alta della temperatura media terrestre.
Gliese 667 Cd non fu immediatamente confermato, nonostante studi preliminari sulla velocità radiale ne facevano supporre l'esistenza. La conferma di questo pianeta è avvenuta solo nel 2013, e anche questo pianeta era stato considerato dentro la zona abitabile, tuttavia la sua scoperta fu confutata.
Osservazioni effettuate tramite lo spettrografo HARPS nel dicembre 2012 suggerirono la presenza di altri pianeti orbitanti attorno a Gliese 667 C. Un riesame più accurato della velocità radiale indicò la presenza di sei segnali corrispondenti a probabili pianeti orbitanti attorno alla stella, equivalenti a corpi che orbitano rispettivamente in 7,2, 28,1, 30,8, 38,8, 53,2 e 91,3 giorni. I segnali corrispondenti a 7,2 e 28,1 giorni corrispondono ai periodi orbitali dei pianeti precedentemente scoperti, mentre la periodicità di 53,2 giorni corrisponde alla seconda armonica della rotazione della stella e non dovrebbe essere causata da un pianeta.
Nel 2013 fu data per certa la presenza dei pianeti d, e e f, inoltre, sarebbe stato scoperto un pianeta più esterno, Gliese 667 Cg, mentre il segnale di un altro pianeta, Gliese 667 Ch, che orbita invece più internamente, rimaneva incerto. Tutti sono delle Super-Terre, e Gliese Ce e Gliese Cf, assieme al già noto Gliese Cc, sono stati inseriti nella ristretta lista dei pianeti abitabili del Planetary Habitability Laboratory (PHL), considerati all'interno della zona abitabile della stella madre.
Secondo uno studio successivo di F. Feroz e M. P. Hobson, in realtà esisterebbero solo due pianeti in orbita a Gliese 667 C, i pianeti b e c con periodi di 7 e 28 giorni, con un terzo segnale di un pianeta con periodo di 92 giorni che rimane tuttavia da confermare.
Gliese 667 C: Modello a 6 pianeti
| Pianeta | Tipo        | Massa    | Periodo orb.  | Sem. maggiore | Eccentricità |
| ------- | ----------- | -------- | ------------- | ------------- | ------------ |
| b       | Super Terra | ≥5,94 M⊕ | 7,2 giorni    | 0,0504 UA     | 0,112        |
| c       | Super Terra | ≥3,86 M⊕ | 28,12 giorni  | 0,125 UA      | 0,001        |
| f       | Super Terra | ≥1,94 M⊕ | 39,08 giorni  | 0,156 UA      | 0,001        |
| e       | Super Terra | ≥2,68 M⊕ | 62,266 giorni | 0,212 UA      | 0,001        |
| d *     | Super Terra | ≥5,21 M⊕ | 92,09 giorni  | 0,276 UA      | 0,019        |
| g       | Super Terra | ≥4,41 M⊕ | 251,52 giorni | 0,539 UA      | 0,107        |

* Non confermato
Gliese 667 C: Modello a 3 pianeti
| Pianeta | Tipo        | Massa       | Periodo orb. | Sem. maggiore | Eccentricità |
| ------- | ----------- | ----------- | ------------ | ------------- | ------------ |
| b       | Super Terra | ≥5,6±0,3 M⊕ | 7,2 giorni   | 0,0504 UA     | 0,15         |
| c       | Super Terra | ≥4,1±0,6 M⊕ | 28,1 giorni  | 0,27 UA       | 0,001        |
| d *     | Super Terra | ≥5,1±1,7 M⊕ | 91,6 giorni  | 0,28 UA       | 0,03         |

* Non confermato